# Elektrochemisches Gleichgewicht
Das elektrochemische Gleichgewicht ist das dynamische Gleichgewicht, das sich bei Redoxreaktionen in einem galvanischen Element einstellt.

## Beschreibung
| el. Strom I | el. Spannung U | elektrochem. GGW | chem. GGW |
| ----------- | -------------- | ---------------- | --------- |
| ≠ 0         | ≠ 0            | nein             | nein      |
| = 0         | ≠ 0            | ja               | nein      |
| = 0         | = 0            | ja               | ja        |

Ein galvanisches Element befindet sich im elektrochemischen Gleichgewicht, wenn kein Strom durch die Zelle fließt. Solange noch eine Spannung zwischen den Elektroden besteht, aber kein Strom fließt, ist das Element also ebenfalls im elektrochemischen Gleichgewicht. Durch Entladung verringert sich diese Spannung und ist schließlich erschöpft -- dann befindet sich die Zelle im chemischen Gleichgewicht.
Das chemische Gleichgewicht ist eindeutig durch die Stoffzusammensetzung bestimmt – hingegen gibt es beliebig viele elektrochemische Gleichgewichtszustände (jeweils bei beliebiger Spannung zwischen den Elektroden des galvanischen Elements).
Bei einer Redoxreaktion in einem galvanischen Element ist die Differenz der Elektrodenpotentiale (d. h. die Spannung) die Triebkraft der Reaktion;
solange man noch eine Spannung messen kann, ist die Reaktion außerhalb des chemischen Gleichgewichtes.
Der Elektronenfluss in einer galvanischen Zelle wird durch eine elektrische Spannung zwischen den Halbzellen hervorgerufen: In jeder Halbzelle treten durch die Phasengrenze fest/flüssig ständig Metallionen in beiden Richtungen. Überwiegt zunächst die Abgabe von Metallionen an die flüssige Phase, so lädt sich hierdurch das Metall gegenüber der flüssigen Phase negativ auf. Diese Aufladung wirkt einem weiteren Übergang von positiven Metallionen in die flüssige Phase entgegen und führt zu einem Gleichgewicht: pro Zeitspanne treten im Gleichgewicht gleich viele Ionen in beiden Richtungen durch die Phasengrenze (dynamisches Gleichgewicht).
An der Phasengrenze entsteht eine elektrochemische Doppelschicht aus negativen und positiven Ladungsträgern. Walther Hermann Nernst beschrieb diese Vorgänge anschaulich als Gleichgewicht zwischen dem Lösungsdruck des Metalls und dem Abscheidungsdruck der Ionen. Nach der Einstellung des elektrochemischen Gleichgewichts sind die Elektroden unterschiedlicher Halbzellen verschieden aufgeladen, zwischen ihnen ist eine Spannung messbar.

## Berechnung
Im chemischen Gleichgewicht und damit auch im elektrochemischen Gleichgewicht gilt:
{\displaystyle \Delta G=0}.
Darin ist {\displaystyle \Delta G} die freie Enthalpie, die vom galvanischen Element geliefert wird und die von der der freien Standardenthalpie {\displaystyle \Delta G^{\circ }} sowie von der Gleichgewichtskonstanten K abhängt:
{\displaystyle \Delta G=\Delta G^{\circ }+R\cdot T\cdot \ln(K)}
mit
- der allgemeinen Gaskonstante R
- der Temperatur T in Kelvin
- dem natürlichen Logarithmus {\displaystyle \ln }.

Daraus folgt für das Gleichgewicht:
{\displaystyle \Rightarrow \Delta G^{\circ }=-R\cdot T\cdot \ln(K)}
Die freie Standardenthalpie {\displaystyle \Delta G^{\circ }} ergibt sich aus der umgesetzten Stoffmenge n in mol, der Faraday-Konstanten F und der Potentialdifferenz {\displaystyle \Delta E} zwischen den Elektroden:
{\displaystyle \Delta G=-n\cdot F\cdot \Delta E}
Die Gleichgewichtskonstante lässt sich über folgende Beziehung aus der Differenz der Normalpotentiale berechnen:
{\displaystyle K=e^{\frac {n\cdot F\cdot \Delta E^{\circ }}{R\cdot T}}}